# George Hotz
George Fransis Hotz sinh ngày 2 tháng 10 năm 1989 tại New Jersey - USA. Bí danh là Geohot, Million75, hay chỉ đơn giản là Mil. Là một hacker nổi tiếng trong việc hack iphone, cho phép iphone sử dụng được với những nhà mạng khác nhau, trái ngược với mục đích của AT&T và Apple. Anh ta cung đã hack Play Station 3 và đã phát hành exploit.
Geohot đã mua chiếc IP đầu tiên của anh ta ngay ngày mà IP vừa phát hành. Đã liên kết với Dev Team (nhóm unlock phone), nhưng sau đó đã bị cấm gia nhập Dev Team(không nghe nói đến lý do vì sao).
Geohot ước tính là đã tốn khoảng hơn 500 giờ làm việc cho việc unlock phone. Anh ta nói chủ ý chính của anh ta là làm cho mọi người có khả năng unlock IP của họ một cách dễ dàng.
Theo như trên blog của Geohot, anh ta đã đổi chiếc IP 8G đã unlock cho Terry Daidon (người sáng lập Certicell) lấy 1 chiếc xe hiệu Nissan 350Z và ba cái IP 8G. Anh ta nói sẽ tặng những cái IP đó cho những thành viên trong nhóm đã cùng hack với anh ta.
Geohot hiện tai phát triển phần mềm đầu tiên unlock iphone với Bootloader mới 4.6 mà trước kia chỉ có thể làm được bằng cách can thiệp vào phần cứng.
Geohot đã tặng cho Dev Team exploit mà anh ta đã tìm được tai lệnh at+stkprof mà họ đã để làm ra yellowsn0w. Trong phần mã nguồn của yellowsn0w, nó ghi là " thanks geohot for at+stkprof 02.28 injection vector".

Ngày 3 tháng 7 năm 2009, Geohot đã công bố purplera1n, phần mềm đầu tiên Jailbreaking IPhone 3GS, chi tiết đã được viết trên blog cua Geohot.

Ngày 11 tháng 10 năm 2009, lúc 3:33 sáng, Geohot phát hành Blackra1n, phần mềm jailbreak cho tất cả Iphone và Ipod Touch(ngoại trừ Ipod 3G 8GB).
Ngày 25 tháng 10 năm 2009, Geohot phát hành Blackra1n RC2, bản cập nhật cho blackra1n trước. Phiên bản này cho phép người sử dụng IP model MC có thể jailbreak và cả Ipod Touch.
Ngày 31 tháng 10 năm 2009, Geohot công bố sắp phát hành Blacksn0w RC3. Phiên bản này cho phep unlcok Sim với tất cả các Iphone. Blacksn0w đã có kế hoạch phát hành ngày 4 tháng 11/2009, nhưng do có những kết quả thử nghiệm tốt nên nó được thay đổi trứoc thời hạn (ngày 3 thang 11/2009). Blacksn0w đã là một topic mạnh nhất trên Twitter như yêu cầu của Geohot chỉ một tí sau khi phát hành.
Theo như đưa tin ngày 23 tháng 2 năm 2010. Geohot đã tìm được exploit cho IP 3GS với firmware 3.1.3. cái mà anh ta đã phát hành bản gốc khi phát hành Blackra1n. Geohot đã không bàn luận về vấn đề này. Về sau này, Geohot đã biểu lộ rằng anh ta không có khả năng tìm ra bất cứ cách giải quyết nào.
Hiện nay anh đang làm việc cho google trong lĩnh vực bảo mật